# Nicolaas De Stoop
Nicolaas/Nikolaes De Stoop (Aalst, begin 16e eeuw – Venetië, 8 mei 1568), in het Latijn Nicolaus Stopius Alostensis, was een Neolatijns schrijver uit het graafschap Vlaanderen, in de Habsburgse Nederlanden.

## Levensloop
De Stoop groeide op in Aalst, waar hij een geletterd burger was. De Stoop verhuisde naar Venetië waar hij werkte als corrector van drukproeven. Later was hij voldoende bemiddeld om zelf een drukkerij te exploiteren in Venetië. De Stoop gaf onder meer een atlas uit.
De Stoop is bekend van het schrijven van verzen in het Latijn. Zijn meesterwerk is de Poemata Varia, een bundeling van gedichten van zijn hand. Ook schreef hij rouwgedichten, bijvoorbeeld ter gelegenheid van het overlijden van keizer Karel V. De Stoop had niet altijd een hoge dunk van andere dichters uit zijn tijd. Zo schreef hij over een van hen: Satius feles imitarier illas, excrementa tegunt ne quis ea inspiciat. Dit betekent: dat je voldoende die katten imiteert; uitwerpselen bedekken (hen) zodat niemand een blik op hen werpt.
Andere boeken van hem, in het Latijn geschreven, bevatten historische en moraliserende essays.
- Gemeinsame Normdatei: 122885236
- International Standard Name Identifier: 0000 0000 1600 5499
- Nederlandse Thesaurus van Auteursnamen: 324149492
- Système universitaire de documentation: 196933153
- Virtual International Authority File: 25496192
- WorldCat: E39PBJx8GwVQbMHt74Gq7kPbBP